# 列車上的女孩 (小說)
《列車上的女孩》（英語：The Girl on the Train），為英国作家寶拉·霍金斯的一部全球暢銷懸疑推理小說。一名女子每天搭乘固定的列車班次通勤，總是望向窗外的某一家人，並且在腦海中為他們編造故事。某天，她卻似乎目擊了一樁犯罪案件。　　
原文小說於2015年出版，中文版同年由寂寞出版社出版。靈感出自平日搭倫敦地鐵通勤的經驗。小說架構早有雛形，卻在寫到一半時陷入經濟困境，於是她的文學經紀人決定寄出不到兩百頁的書稿，開始尋覓合適的出版社。沒想到稿件公開後，各國小說編輯大為驚豔。英、美同步發行後，一面倒的好評狂潮將小說在十天內送上各大排行榜總冠軍。在同年2月1日，登上了《紐約時報》小說暢銷書排行榜名列榜首，並連續13週保持第一。
小說改編同名電影，於2016年10月7日上映。

## 創作背景
珀拉·霍金斯的寫作經歷當過十多年記者，曾化名艾米·西維（Amy Silver）寫過四本女性都會小說，卻發覺自己的個性實在不適合這些浪漫情節。她曾說：「我對快樂、正常的角色絲毫不感興趣。」筆下的故事越寫越黑暗，銷售量也越來越慘，於是她決心探索自己真正想寫的主題，《列車上的女孩》成了首次以本名面對讀者的「處女作」。 
她向父親借了一筆錢，開始埋首創作，靈感源自17歲起在倫敦通勤的經驗，車窗外迅速掠過的人與景，總讓她的創作腦袋浮想聯翩。小說架構早有雛形，她卻在寫到一半時近乎破產，只好懇託經紀人盡快賣出版權，好讓她拿預付版稅來救急。以一部心理懸疑小說而言，故事的轉折、結局都未能完成的狀況下就開始尋覓出版社，作者還是個名不見經傳的新人，確實是極大的冒險。但珀拉說：「這本書是我寫作夢想的最後一把賭注了。要是賭輸，從此只能放棄寫小說，轉換跑道。」 
故事首創的「列車觀點」寫法，也引起文壇一陣感嘆。

## 故事內容
失業的瑞秋仍然固定搭乘早晚兩班倫敦通勤列車。列車每天準時在同一站停靠，她從車窗窺見了軌道旁15號住戶的生活片段。她想像那對陌生夫妻過得很幸福，還給兩人分別取了名字，在腦海中編造他們的人生。
一天早上，瑞秋從新聞頭條得知，15號女主人竟已失蹤多日。她這才想起，車窗外的景象似乎曾透露不尋常的線索。
但就在當晚，警方找上了瑞秋，要為失蹤案約談她。而瑞秋似乎患有酗酒癮頭，對於自己擁有的記憶忽明忽滅，結果成了最不可靠的目擊證人。警方接著發現，瑞秋的前夫與新婚妻子就住在15號旁，因此瑞秋的確有出沒擾事的紀錄。故事開始出現三名女子的敘事。

## 銷售
- 全球紙本書＋電子書銷量已破1000萬冊，目前正逼近1,100萬。
- 登上《紐約時報》排行榜62週（其中21週攻上冠軍）。
- 蟬連誠品書店翻譯文學榜冠軍34週。持續於小說榜Top10。
- 榮登全紐約92間公立圖書館2015年借閱率第二高的書。
- 上市三個月紙本書、電子書、有聲書銷售的讀者數，可以塞滿11,428個紐約地鐵車廂。[5]
- 博客來2016上半年暢銷Top50。[6]

## 改编電影
美國改編電影於2016年上映。印度版電影於2021年在Netflix上發行。

## 註解
1. ↑  《列車上的女孩》 （页面存档备份，存于），圓神書活網。
2. ↑  . The New York Times. 1 February 2015  [1 July 2016]. （原始内容存档于2016-03-04）.
3. ↑  《列車上的女孩》 （页面存档备份，存于），開眼電影網。
4. ↑  連讀得手心發汗、全球飆速銷售的《列車上的女孩》，竟是她寫作夢想的最後一搏！ （页面存档备份，存于），圓神書活網。
5. ↑  女主角艾蜜莉．布朗：「這是我從影以來的最大挑戰！」幕後報導 （页面存档备份，存于），圓神書活網。
6. ↑  博客來書店員暢銷指南 （页面存档备份，存于），博客來。